# Вольчук, Алексей Владимирович
Алексей Владимирович Вольчук (11 августа 1976, Воткинск, Удмуртская АССР) — российский лыжник и биатлонист, чемпион и призёр чемпионатов России по биатлону. Мастер спорта России по лыжным гонкам , Мастер спорта России международного класса по биатлону (2003).

## Биография
В начале карьеры занимался лыжными гонками, выступал за спортивное общество «Динамо» и город Ижевск. Первым тренером был отец — Владимир Алексеевич Вольчук (в г. Воткинске), также тренировался у Александра Андреевича Бабкина в Ижевске. Становился победителем всероссийской Универсиады по лыжным гонкам, выполнил норматив мастера спорта.
В возрасте 26 лет перешёл в биатлон, тренировался в Ижевске у Наиля Галинуровича (Николая Григорьевича) Хазеева. Выступал за Республику Удмуртию. В последние годы своей карьеры представлял Мордовию.
В 2004 году стал победителем индивидуальной гонки на соревнованиях «Ижевская винтовка». Становился чемпионом России в 2005 году в эстафете, в 2009 году в спринте, в 2010 году в командной гонке. Неоднократно был призёром чемпионата страны. Также становился призёром чемпионатов России в летнем биатлоне.
Завершил спортивную карьеру в 2010 году. По окончании карьеры работал тренером в Ижевске и в «Академии биатлона» (Красноярск).

## Личная жизнь
Окончил факультет физкультуры и спорта Удмуртского государственного университета (1998).